# 박기영 (1977년)
박기영(朴杞濚, 1977년 7월 28일~ )은 대한민국의 가수, 싱어송라이터, 작사가이다. 1997년 첫 음반 《One》의 타이틀곡 <기억하고 있니>로 가요계에 데뷔하였다. 지금까지 8장의 정규음반과 4장의 특별음반, 다수의 싱글 및 OST를 발표했으며, 대표곡으로 <시작>, <마지막 사랑>, <Blue Sky>, <산책>, <나비>, <그대 때문에>, <아네스의 노래> 등이 있다. 2014년에는 이준호, 박영신과 함께 어쿠스틱 밴드 어쿠스틱 블랑을 결성하여 활동하기도 했다. 2012년 《오페라스타 2012》 우승을 계기로 성악을 공부하여 2015년 크로스오버 음반을 내며 팝페라 가수로도 영역을 넓혔다. 최근에도 <거짓말>, <걸음걸음>, <고백 후> 등 많은 싱글을 발표하고, 정규 8집 음반, 라이브 음반도 발매하고, 각종 콘서트를 열어 공연하는 등 활발하게 활동하고 있다.

## 생애
초등학교 시절 피아노로 두 차례의 전국대회를 수상한 경험이 있다. 중학교 3학년때 처음 밴드에 들어갔고, 대학시절에도 블루레인이란 밴드에서 공연을 했다. 고등학교 2학년이었던 1994년 KBS 라디오 《가위바위보》의 애청자 콘테스트에 참가해 연말 결선 1등을 했고, 담당 PD에 의해 서태지와 아이들의 매니저였던 김철을 소개받아 가수의 길을 걷게 되었다.
이후 서울예술대학 실용음악과를 졸업한 뒤 고려대학교 언론대학원 언론학과 전공에 나온 1997년 첫 음반 《One》의 타이틀곡 <기억하고 있니>로 가요계에 데뷔하였다. 1999년에 나온 2집 음반부터는 자작곡을 수록하며 싱어송라이터로서 활동하기 시작했다. 2집 《Promise》는 <시작>, <마지막 사랑>이 히트곡이 되면서 20만장 이상 팔렸다. 2000년에 나온 3집 음반부터는 작사, 작곡은 물론 편곡과 프로듀싱까지 참여하였고, 하드 록, 얼터너티브, 모던 록, 록큰롤 등 자신이 하고자 했던 록의 색채를 맘껏 집어넣었다.
3집 《혼잣말》의 타이틀곡 <Blue Sky>가 자작곡으로는 처음으로 히트곡이 되었다. 박기영은 당시 경쾌하고 밝은 분위기의 노래를 쓰고 싶었다고 인터뷰에서 밝혔다.
2001년 발표된 4집 《Present 4 You》는 타이틀곡 <산책>이 보여주듯 성찰적인 음악을 담고있다. 이후 5,6집 음반이 '한국대중음악상 올해의 여자 가수' 부문에 후보로 연속 올랐다.
2004년 발표된 5집 《Be Natural》에는 히트곡이 된 타이틀곡 <나비>와 유 앤 미 블루의 이승열과 함께한 듀엣 곡 <Mercy> 등이 수록되어 있다.
2006년 발표된 6집 《Bohemian》 음반부터는 음반 전체를 직접 프로듀싱하고 있다. 음악 속에서 자유로운 영혼을 표현하고 싶어 앨범 타이틀을 '보헤미안'으로 정했다고 한다. 6집에는 이별을 아픔을 애절하게 표현한 타이틀곡 <그대 때문에>, 담담한 느낌의 <흐르는 강물처럼>, <Yellow Light>, 밝고 몽환적인 <Wonder World> 등이 수록되어 있다.
2010년 발표된 7집 《Women Being》은 여자로서의 삶, 그 자체를 노래하고 싶은 마음을 고스란히 녹여낸 앨범이다. 소통의 부재 속에서 겪는 개인의 지독한 외로움을 표현한 타이틀 곡 <빛>, 오랫동안 음원차트 1위를 기록했던 <안녕>, 아이티 지진과 파키스탄 대홍수 등 재해로 인해 삶의 터전을 잃은 이들을 위해 기도하는 마음을 표현한 <달> 등이 수록되어 있다.
2005년에는 이명세 감독의 영화 《형사 Duelist》의 주제곡을 불렀다. 하지원과 강동원의 대결 장면에서 흘러나왔던 노래 <러브 송>을 다시 불러 《형사 Duelist》 OST 음반에 수록되었고 뮤직비디오도 제작됐다. <그림자 앤 러브송>은 박기영이 부른 <러브송>과 이승열이 부른 <그림자>를 하나의 반주 위에 함께 듀엣처럼 다시 합친 곡으로 철저한 코드진행과 템포에 의해서 만든 신선한 시도가 돋보이는 듀엣곡으로 역시 《형사 Duelist》 OST 음반에 수록되었다.
2008년에 러브홀릭스의 <Butterfly>에 보컬로 참여하였는데, 이 곡이 2009년 영화 《국가대표》의 주제곡으로 사용되어 대중적인 사랑을 받았다.
2010년에는 이창동 감독의 영화 《시》를 음악으로 옮긴 곡 <아네스의 노래>를 MBC 대한민국 영화대상 축하무대에서 발표하였다. <아네스의 노래>는 영화 《시》의 마지막에 주인공인 양미자(윤정희 분)가 낭독하는 시의 제목으로 이창동 감독이 직접 지었다. 박기영은 영화에 쓰인 시에서 한 글자도 빼거나 더하지 않고 전부를 가사로 만들어 영화와 시의 느낌을 그대로 전달하고자 했다.
2007년 봄에는 33일동안 840km의 카미노 데 산티아고 도보 순례를 하고, 2008년에 여행기 《박기영 씨, 산티아고에는 왜 가셨어요?》를 출간하였다. 33일간 꼼꼼히 기록한 일기에 뮤지션으로서의 삶, 자신의 사랑 등 열다섯 가지 주제의 에세이를 덧붙였다.
2008년에는 데뷔 10주년을 맞아 히트곡을 어쿠스틱으로 편곡해 원테이크 레코딩한 《Acoustic+Best》 앨범을 냈다. 박기영은 이 음반을 통해 산티아고 순례여행에서 얻은 ‘치유’라는 선물을 사람들과 나누고 싶었다고 밝혔다. 타이틀곡 <그대 나를 보나요>는 소설가 신경숙의 《리진》에서 영감을 받아 만든 노래로 슬픔, 이별과 관련된 단어를 전혀 사용하지 않고도 이별의 슬픔을 극대화한, 완성도 높은 발라드 곡이다. 가수 호란과 함께 부른 <동행>은 허락되지 않은 사랑을 하는 모든 연인들을 위한 노래다.
2012년 tvN에서 《오페라스타 2012》에 출연했고, <아베 마리아>, <밤의 여왕의 아리아>, <그리운 이름이여> 등을 부르며 우승을 하였다. 가장 성악에 가까운 발성이라는 찬사를 받기도 했다.
이를 계기로 국내외 성악 대가들에게 레슨을 받는 등 기본기를 사사했고, 오랜 준비 끝에 2015년 10월 크로스오버 앨범 《A Primeira Festa》를 발매하였다. 성악가가 팝페라 음반을 내는 경우는 많지만, 대중음악 가수가 팝페라 음반을 낸 것은 국내 최초라고 한다.
성악 발성과 대중음악의 발성이 잘 섞여 호평을 받았고 앨범 선공개곡 <어느 멋진 날>과 타이틀 곡 <넬라 판타지아>가 각각 클래식 차트 1위를 기록하였다.
2014년에는 한국인 최초로 스페인 바르셀로나의 리세오 음악원 플라멩코 기타를 최고 과정까지 우수한 성적으로 마친 기타리스트 이준호, 수많은 가수들의 라이브 세션과 녹음 작업한 참여한 실력파 베이시스트 박영신과 함께 어쿠스틱 밴드 어쿠스틱 블랑을 결성하여 포크, 재즈, 왈츠, 월드 뮤직 등 다양한 음악이 담긴 미니앨범 《어쿠스틱 블랑 Part.1》을 발표하였다.
그리고 9월에는 MBC 추석 특집 《나는 가수다 2014》에 어쿠스틱 블랑 멤버들과 함께 출연하여, 박기영의 곡 <나비>, 일본 가수 나카시마 미카의 <눈의 꽃>을 불러 주요 온라인 포털사이트 실시간 검색어를 휩쓰는 등 시청자들로부터 뜨거운 관심을 받았다. 당시 박기영은 일과 육아를 병행하며 워킹맘으로 음악적 성취에 몰두하는 한편 딸의 육아에서도 최선을 다했다. 어쿠스틱 블랑 공연 리허설에서 21개월 된 딸을 품에 안고 무대에 올라 열창하는 모습이 포착된 사진이 화제를 모았다.
2014년부터 최근까지 KBS 2TV 《불후의 명곡2》에 출연하여 록, 재즈, 블루스, 가스펠, 플라멩코, 탱고, 디스코, 오페라 등등 다양한 스타일의 편곡을 다채로운 창법으로 소화하며 팔색조같은 매력을 뽐내며 수차례 우승을 하는 등 뛰어난 음악성을 보여주었다.
2016년 1월에는 <넬라 판타지아>를 선곡, 성악가 못지 않은 노래실력을 과시하며 환상적인 무대를 선보였는데, 그 동영상의 조회수가 현재 2200만뷰를 넘어섰다. 이는 '팝페라 여왕'으로 불리는 원곡가수 사라 브라이트만의 조회수(600만뷰)보다도 높은 수치이며, 유튜브 내 <넬라 판타지아> 관련 영상 중 전세계 최고 조회수를 기록하고 있다.
2017년 1월에는 전신마비를 극복한 가수 김혁건과 함께 안드레와 보첼리와 셀린 디온의 듀엣곡인 <The Prayer>를 선곡, 가슴을 울리는 하모니와 노래에 대한 열정을 담은 감동의 열창으로 희망과 깊은 감동을 주었다.
2016년 MBC 《미스터리 음악쇼 복면가왕》에 ‘하트다 하트여왕’으로 출연해 정경화의 <너에게로의 초대>, 이소라의 <제발>, 부활의 <Lonely Night>을 불러 폭발적인 가창력, 넓은 음역대, 세밀한 음정 컨트롤, 깊은 감성을 보여줘 대중의 폭발적인 관심과 사랑을 받았다.
2017년 MBC 《듀엣가요제》에 출연하여 최연소 참가자인 초등학생 박예음 양과 함께 S.E.S.의 <Dreams Come True>, 전인권의 <걱정말아요 그대>를 불렀다. 세련된 박기영의 목소리에 맑은 박예음의 음색이 더해져 완벽한 하모니를 만들어냈다.
2016년 겨울부터 계절별 한 곡씩 싱글 형태로 발표한다는 사계 프로젝트를 기획하여 2016년 12월 첫번째 겨울 <자연의 법칙>을 발표하였다. <자연의 법칙>은 박기영이 자신의 딸 가현과 함께 부른 노래로 자연의 법칙처럼 우리가 거스를 수 없는, 인간이 서로 돕고 이끌며 인간적인 삶을 사는 것에 대한 내용을 담았다.
2017년 4월에는 두번째 봄 <안아줘 안아줘>를 발표하였다. 지금이야말로 우리가 서로를 안아주며 따스한 온기를 나누어 줄 때이라는 메시지를 담고 있다.
8월에는 세번째 여름 <거짓말>을 발표하였다. 보통 인간관계에서 일어나는 자기 자신을 위한, 타인을 위한, 모두를 위한 거짓말에 대해 고해성사하듯 노래했다.
10월에는 네번째 가을 <작은 사람 (멍하니)>를 발표하였다. 한 가장의 사연을 담아 만들어진 이 곡은 모두에게 ‘쉼’을 주고자 하는 마음으로 세상에 공개를 결정했다.
2017년 8월 라이브 음반 《Moonlight Purple Play & Tone Studio - The first private show, Live Album Project Vol.1》을 발표했다. 이 음반은 2017년 4월에 국내 최초로 스튜디오 라이브를 진행한 후 제작되었다. 이번 라이브에서 박기영과 서울예대 실용음악과 재학시절부터 앨범과 공연활동을 함께 이어왔던 김영준 (드럼), 박영신 (베이스), 정다운 (기타) 등이 밴드로 참여해 박기영 밴드만의 부드럽고 여유있는 색깔이 펼쳐졌다.
2017년 4월에는 스튜디오 라이브 《The First Private Show》, 9월에는 스탠딩 록 콘서트 《Moon Night Party》를 열어 공연하였고, 2017년 12월 25일에는 크리스마스 콘서트 《Holiday Celebration - gotta feeling》를 열어 공연한다.

## 학력
- 인천신현초등학교 (졸업)
- 동인천여자중학교 (졸업)
- 인성여자고등학교 (졸업)
- 서울예술전문대학 실용음악과 전문학사 (졸업)
- 고려대학교 언론대학원 언론학과 전공 (자퇴)

## 음반

### 정규 음반
- 1집 One (1997년)
- 2집 Promise (1999년)
- 3집 혼잣말 (2000년)
- 4집 Present 4 You (2001년)
- 5집 Be Natural (2004년)
- 6집 Bohemian (2006년)
- 7집 Woman Being (2010년)
- 8집 Re:play (2018년)

### 싱글
- 미안했어요 (2007년)
- 달라송 (2008년) - 호란, 에이트 참여
- 녹화된 테잎을 감듯이 (2009년)
- Taste Of Love (2009년)
- 시 (From 영화 《시》) (2010년)
- 엄마 딸이니까요 (2012년)
- 아파도 잠시더라 (Feat. 김아영 of 숙가연) (2013년)
- 벨라왈츠 (Bella Waltz) (2014년) - 어쿠스틱 블랑 (박기영, 이준호, 박영신)
- 어느 멋진 날 (2015년)
- 자연의 법칙 (2016년)
- 안아줘 안아줘 (2017년)
- 거짓말 (2017년)
- 작은 사람 (멍하니) (2017년)
- 취.준.생 (나의 잘못이 아니라 말해주세요) (2017년)
- We are the one (2018년)
- 걸음걸음 (2018년)
- I love you too (2018년)
- Rain Rain Rain (2018년)
- High Hits (2018년)
- 고백 후 (2019년)
- Sorry to (2019년)
- Cheer up (2019년)

### 베스트 음반
- Acoustic＋Best (2008년)

### 크리스마스 음반
- Christmas Love Letter (2011년)

### 어쿠스틱 블랑 음반
- Acoustic Blanc Part. 1 (2014년) - 어쿠스틱 블랑 (박기영, 이준호, 박영신)

### 크로스오버 음반
- A Primeira Festa (2015년) (크로스오버-팝페라)

### 라이브 음반
- Moonlight Purple Play & Tone Studio - The first private show, Live Album Project Vol.1 (2017년)

### OST
- 영화 《달마야 놀자》 OST (2001년) - <Waiting For Me>
- 애니메이션 《바다의 전설 장보고》 OST (2002년) - <말하지 못한 바람>
- 드라마 《환생(NEXT)》 OST (2005년) - <Long Long Ago>
- 영화 《형사 Duelist》 OST (2005년) - <Love Song>, <그림자 and Love song>
- 드라마 《웨딩》 OST (2005년) - <들어오세요>
- 드라마 《가을 소나기》 OST (2005년) - <오후 3시의 사랑>
- 드라마 《게임의 여왕》 OST (2006년) - <못할 짓>
- 영화 《6년째 연애중》 OST (2008년) - <Because>
- 드라마 《천하일색 박정금》 OST (2008년) - <So Sweet>
- 드라마 《조강지처클럽》 OST (2008년) - <아직은>
- 드라마 《스포트라이트》 OST (2008년) - <기다릴게요>
- 도서 《홀로 남겨져》 OST (2011년) - <Dreams>
- 드라마 《옥탑방 왕세자》 OST (2012년) - <어느 하늘 아래 있어도>
- 영화 《관능의 법칙》 OST (2014년) - <Good Afternoon>
- 드라마 《여자의 비밀》 OST (2016년) - <그리움만 쌓이네>

### 참여 음반
- 영어로 부르는 우리 가요 (1998)
- Divas Christmas (2003)
- 미라클 3집 (2005)
- Mind Bridge (2006)
- 유영석 20주년 기념 앨범 (2009)
- 김현식 20th Anniversary 1st '비처럼' (2010)
- I am Melody (2010) - CCM
- 최고의 사랑 (2012) - CCM

## 방송
- 2010년 KBS 유희열의 스케치북
- 2011년 MBC 나는 가수다
- 2012년 tvN 오페라 스타
- 2012년 KBS 열린음악회
- 2013년 SBS 더 스테이지 빅 플레져
- 2014년 MBC 음악여행 예스터데이
- 2014년 KBS 이한철의 올댓뮤직
- 2014년 MBC 나는 가수다
- 2014년 KBS 반달이 준 선물
- 2014년 KBS 불후의명곡2
- 2016년 MBC 미스터리 음악쇼 복면가왕 - 하트다 하트여왕 < 참가자 >
- 2017년 MBC 듀엣가요제
- 2018년 MBC 미스터리 음악쇼 복면가왕 - 푸른 바다의 전설 세이렌 <참가자>
- 2022년 TV조선 국가가 부른다 게스트
- 2022년 SBS 골 때리는 그녀들. 팀 발라드림 골키퍼 (방영중)
- 2023년 KBS 더 시즌즈 - 최정훈의 밤의 공원
- 2023년 JTBC 아는 형님 게스트

## 뮤지컬
- 록 뮤지컬 《포비든 플래닛》 (2002년) - 미란다 역
- 뮤지컬 《사운드 오브 뮤직》 (2014년) - 마리아 역
- 뮤지컬 보디가드 (2019~2020) - 레이첼 마론 역

## 도서
- 《박기영 씨, 산티아고에는 왜 가셨어요?》(북노마드, 2008년 5월 30일. ISBN 9788954605649)